# Kerčka vrata
Kerčka vrata je tjesnac koji povezuje Crno more s Azovskim morem, te odvaja Kerčki poluotok Krima od Tamanskog poluotoka u Rusiji. Tjesnac je dug 35 kilometara, širok od 3,1 do 15 kilometara, a dubok do 18 metara.
Prolaz je nazvan po gradu Kerču koji se nalazi na Krimu. U prošlosti se prolaz nazivao u Krimski Bospor.
Tamanski zaljev je dio prolaza gdje se nalazi pješčani otok Tuzla. Zaljev okružuje Tamanski poluotok, na kojem se nalazi grad Taman.

## Vanjske poveznice
|  | Zajednički poslužitelj ima još gradiva o temi Kerčka vrata |